# Katalanische Eishockeyauswahl
Die Eishockeyauswahl Kataloniens ist eine Auswahl katalanischer Spieler, die vom katalanischen Verband Federació Catalana d’Esports d’Hivern bestimmt werden, um die autonome Gemeinschaft auf internationaler Ebene zu repräsentieren.

## Geschichte
Ihr Debüt gab die katalanische Auswahl 2003 bei einem 2:0-Sieg über die belgische Nationalmannschaft. Zudem traf Katalonien bislang in zwei Spielen auf die baskische Auswahl, wobei jeweils die Gastmannschaft gewann. Sowohl das Baskenland, als auch Katalonien, haben zwar ihre eigenen Landesverbände, jedoch unterstehen diese der Federación Española de Deportes de Hielo, das mit der spanischen Nationalmannschaft eine gemeinsame Nationalmannschaft für Spanien aufstellt.
Zum Kader der katalanischen Auswahl gehören mit Salvador Barnola, Daniel Hilario, Orlando Pereiro auch mehrere spanische Nationalspieler.